# Aventurosul Simplicius Simplicissimus
Aventurosul Simplicius Simplicissimus sau Simplicius Simplicissimus  este un roman picaresc. Este lucrarea principală a scriitorului Hans Jakob Christoffel von Grimmelshausen, care a fost scrisă și publicată prima dată în 1668 la Nürnberg (cu data de 1669). Este considerat primul roman de aventuri și cea mai importantă lucrare în proză a barocului în limba germană. Lucrarea este atribuită genului „inferior” al romanului picaresc, cu elemente puternice ale satirei. Acest gen provine din Spania, „pícaro” având sensul de necinstit. Romanul este structurat în trei părți: experiența inițierii; călătoria episodică prin societatea prezentului; pentru ca în ultima parte eroul să privească înapoi autoreflexiv la viața sa neobosită. Leitmotivul este deziluzia. Totuși, Simplicissimus îndeplinește și cerințele unui roman „superior”: eroul este nobil și educat.
Grimmelshausen a publicat romanul sub pseudonimul Schleifheim din Sulsfort, o anagramă a numelui său real Christoffel von Grimmelshausen. Lucrarea descrie viața lui Melchior Sternenfels Fuchs Haim (de asemenea, o anagramă a autorului), care în Războiul de Treizeci de Ani este răpit de copil de soldați și reușește să ajungă ofițer. În cele din urmă eroul renunțată la lume și devinr pustnic.

## Prezentare
Romanul are loc în istoria turbulentă și uneori tragică a Germaniei în timpul războiului de treizeci de ani (1618-1648). Început ca o luptă a prinților periferici germani cu puterea imperială, războiul a dobândit curând un caracter internațional. Acesta a subminat puterea economică a Germaniei, provocând o sărăcire teribilă a populației largi.
În centrul poveștii este viața unui tip simplu Simplicissimus (latină Cel mai simplu), care trece prin aventuri interminabile. Un vagabond obișnuit care duce o viață plină de aventuri triste și amuzante, Simplicissimus este fie un slujitor, apoi un om bogat, un cioban, un pustnic, un hoț, un bucătar, un vânător, un actor, un hussar, un vindecător, un tâlhar, un muschetar, un pelerin, un cerșetor, un ofițer și un pustnic. În timpul peregrinărilor sale, a călătorit jumătate din Europa, a mers în slujba „regelui alb” din Moscova, a coborât pe Volga spre Astrakhan, a vizitat Tartaria, Coreea, Japonia, Macao și Constantinopolul.
Trecerile prin munți spre Transilvania, mai ales cele pentru comerț, sunt descrise în Simplicius Simplicissimus astfel: „Spre Transilvania nu pot călători două, trei sau patru persoane, cum călătoresc calfele în Germania, ci călătoria se face cam de câteva ori pe an, în mare tovărășie, cu bunuri sau cu alte vreo 50 de căruțe maramureșene.” 

## Legături externe
- de Der Abenteuerliche Simplicissimus Teutsch als Online-Text im Projekt Gutenberg-DE (nach Erstdruck 1668, mitsamt Continuatio 1669)
- de Der Abenteuerliche Simplicissimus Teutsch als Online-Text bei Zeno.org
- Des Christoffel von Grimmelshausen abenteuerlicher Simplicissimus la Internet Movie Database
- de Der abenteuerliche Simplicissimus Teutsch, Buch 1–3 als Hörbuch bei LibriVox
- de Digitales Faksimile  der Erstausgabe des abenteuerlichen Simplicissimus Teutsch bei der Herzog August Bibliothek Wolfenbüttel